# NGC 91
NGC 91 (PGC 3325956, GC 41, GC 5097 o NPD 68 22,9) es una estrella con una magnitud aparente de 14,4 en la constelación de Andrómeda. La estrella está al suroeste de la galaxia NGC 90. Descubierta en 1866 por Herman Schultz, ha habido muchas discusiones sobre si esta estrella existe o no. Sin embargo, la gente ha observado la estrella y ha confirmado que NGC 91 existe. 